# Nimy
Nimy (în valonă Nîmi) este o fostă comună belgiană situată în provincia Hainaut. Înainte de fuziunea cu Mons, la 1 ianuarie 1972, Nimy era o comună de sine stătătoare.

## Etimologie
Există mai multe ipoteze privind originea numelui „Nimy”: 
- numele „Nimy” ar putea proveni din galicul nemeton, care înseamnă „sanctuar”;
- conform lui François Collette[4], Nimy ar putea deriva din clasicul latin nemus, -oris, care desemnează „o mică pădure umbroasă”, „o pădure consacrată unei divinități” sau „o pădure care conține și pășuni”[5];
- o altă ipoteză afirmă că toponimul ar însemna „proprietatea lui Nimius (sau Nemesius)”, iar y-ul final din Nimy ar deriva din sufixul -acum, indicând proprietatea.

## Istoric
Localitatea a fost sediul unei faiențării renumite. A fost construită în 1789, de Fery-François de Bousies și Dieudonné Joseph Antoine, iar produsele sale erau cunoscute sub denumirea de origine Vieux-Nimy. Faiențăria a fost cumpărată în 1851 de către compania Kéramis din La Louvière. În 1897, 675 de muncitori erau angajați la această întreprindere. Suferind pierderi financiare în perioada Primului Război Mondial, faiențăria a fost vândută către Societatea Ceramică din Maastricht, în 1921, care a revândut-o doi ani mai târziu. Al Doilea Război Mondial s-a dovedit fatal întreprinderii, care și-a încetat definitiv producția în 1950 și a fost demolată în 1954.
Cel puțin 10 persoane din localitate au fost ucise în timpul atrocităților germane comise în august 1914.

## Geografie
Nimy este punctul de plecare a canalului Nimy-Blaton-Péronnes.

## Personalități
- Lodoïs Tavernier, născut la Nimy, pe 12 octombrie 1892, pe strada rue Neuve nr.81 (actualmente rue Massart nr.10 ): inginer, președintele Comitetului de Experți ai Cărbunelui pentru Comitetul Interaliat în 1944, considerat adevăratul părinte al CECA.[8][9]

## Locuri de interes
- Gara Nimy

## Galerie de imagini

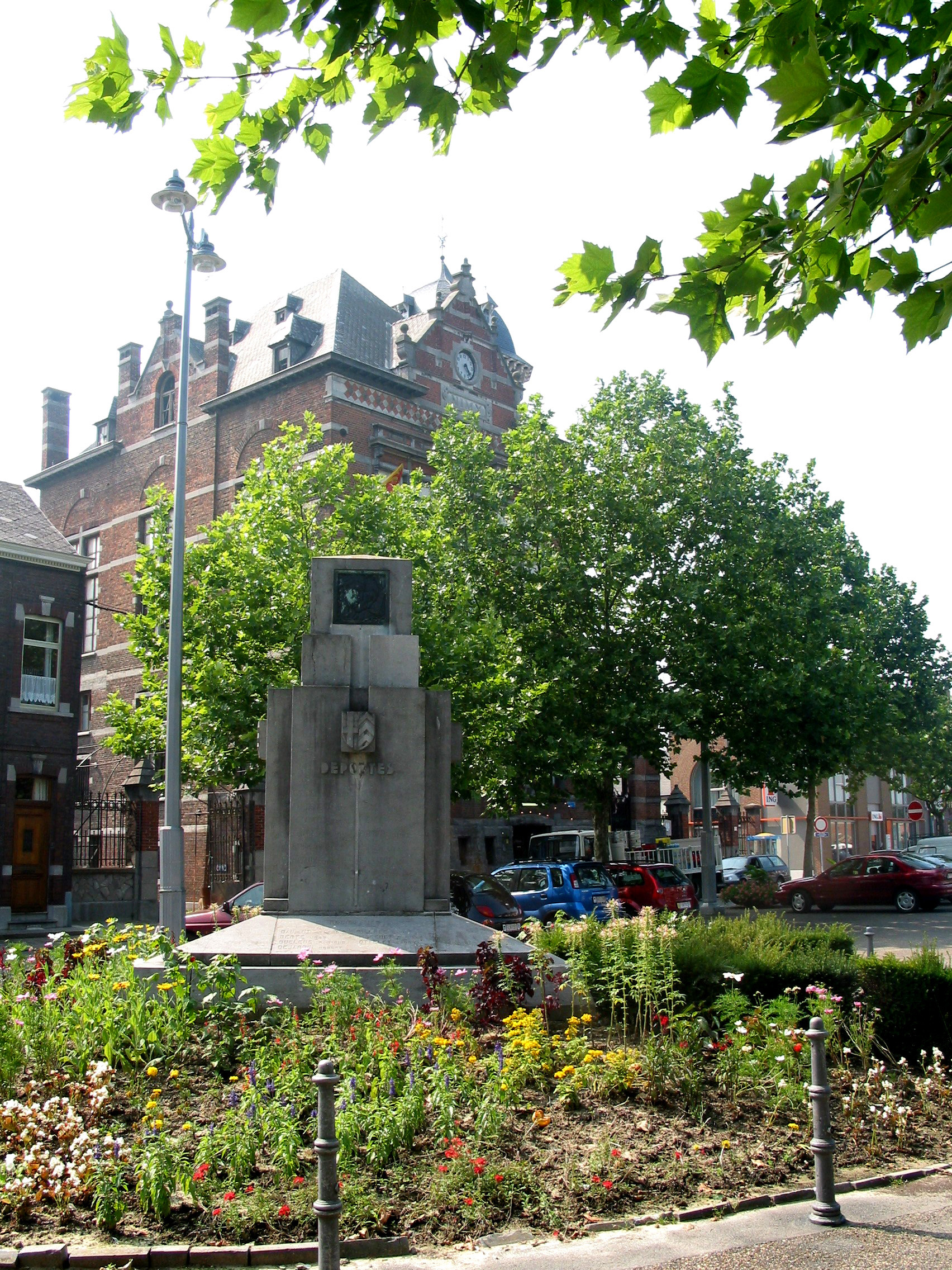
Monumentul deportaților și fosta primărie.
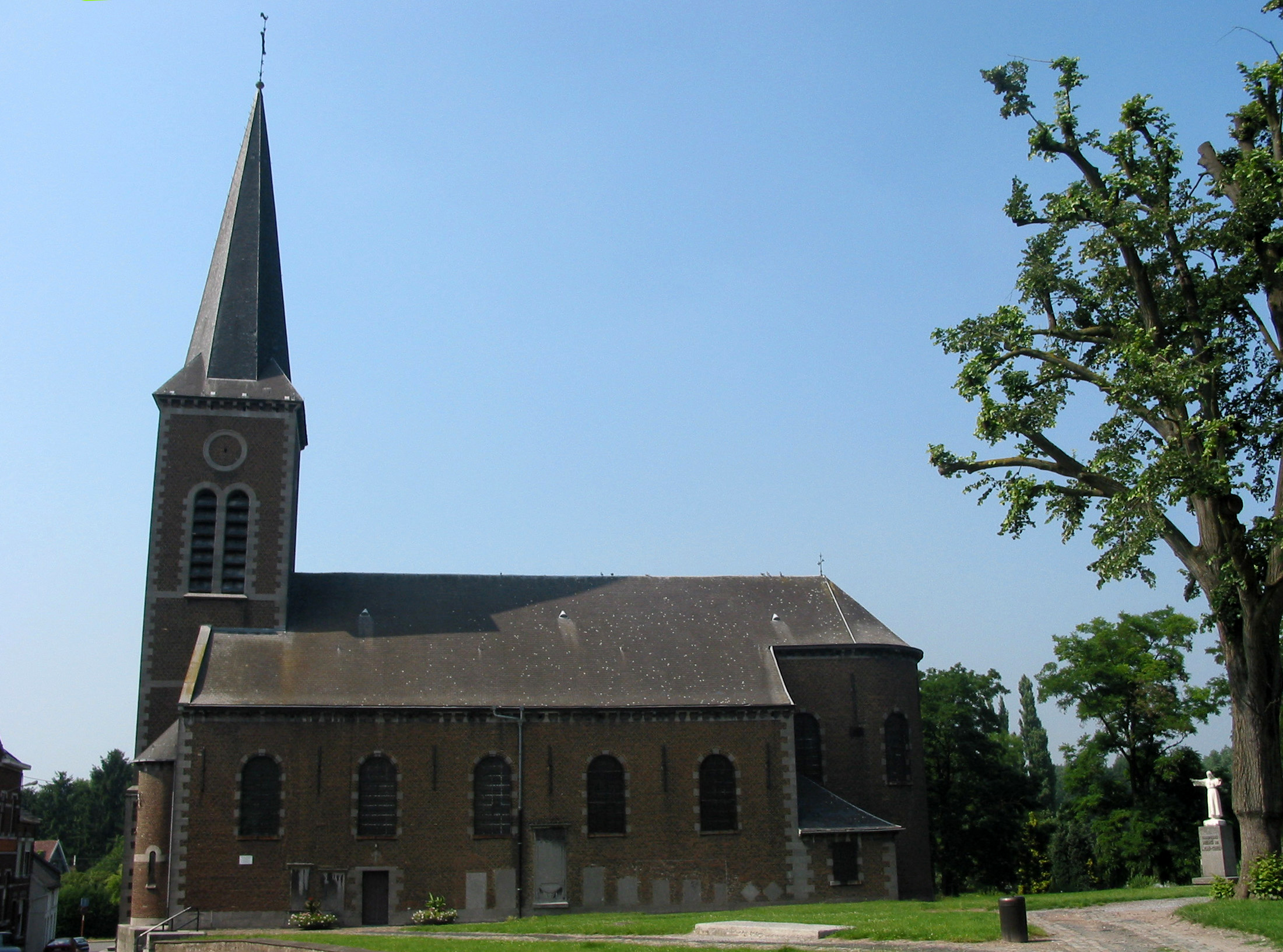
Biserica Sainte-Vierge.